# Nikolaj Japonský
Svatý Nikolaj Japonský (též Mikuláš Japonský, občanským jménem rusky Ива́н Дми́триевич Каса́ткин, Ivan Dmitrijevič Kasatkin; 1. srpnajul./ 13. srpna 1836greg., Berjozovskij pogost – 3. únorajul./ 16. února 1912greg., Tokio) byl ruský pravoslavný kněz a arcibiskup Japonska. Pravoslavná církev ho označuje jako rovného apoštolům.

## Život

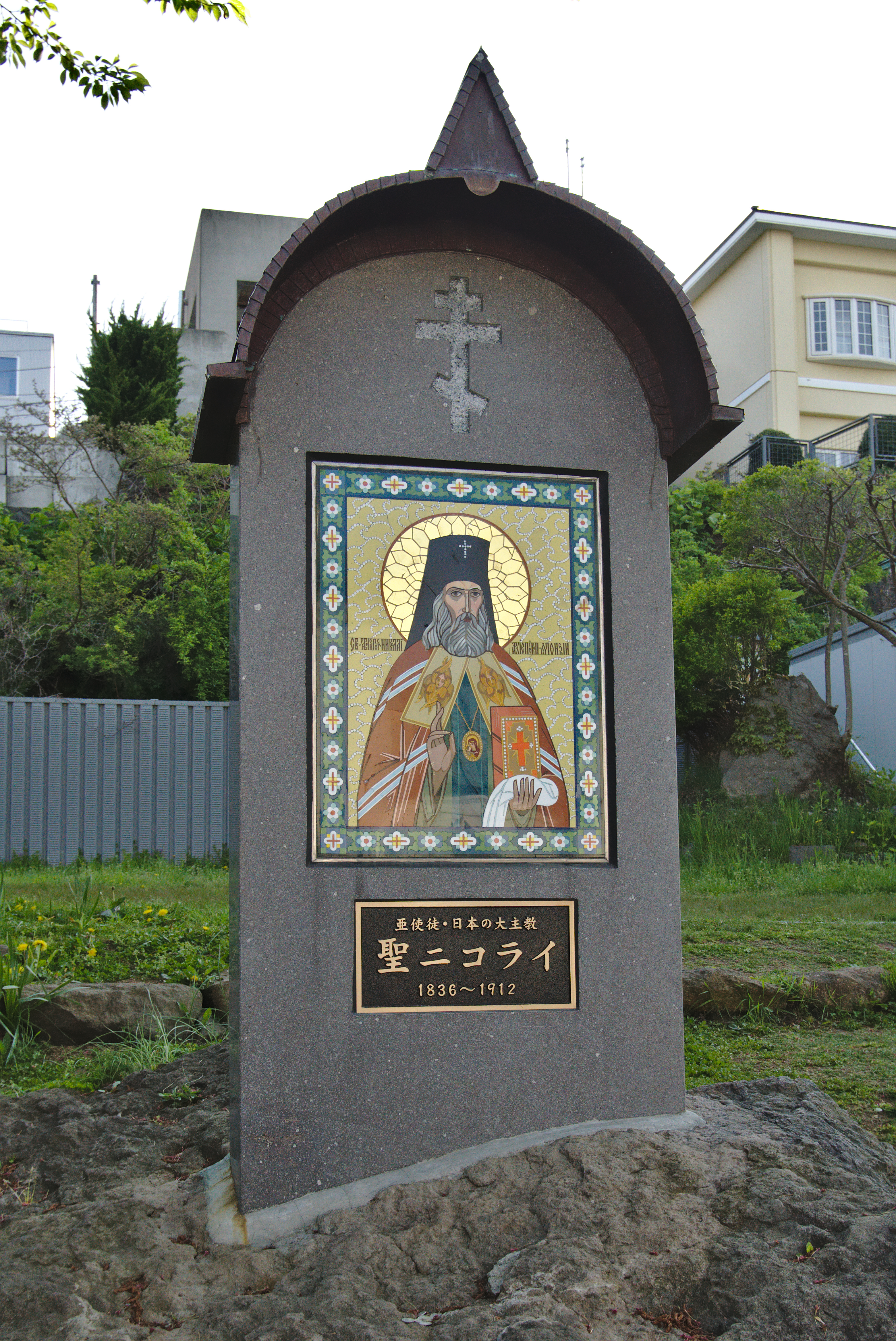
Pomník v Japonsku s ikonou sv. Mikuláše Japonského apoštolům rovného

Narodil se 1. srpna 1836 ve vesnici Berjozovskij pogost, kde v místní farnosti působil jeho otec jako diakon. Matka mu zemřela v pěti letech.
Chodil na církevní školu v Beľsku a poté nastoupil do Smolenského teologického semináře. Roku 1857 byl přijat na Petrohradskou teologickou akademii a 24. června 1860 byl v akademickém chrámu Dvanácti apoštolů postřižen na monacha. O pět dní později byl vysvěcen na diakona a o den později na jeromonacha.
Na vlastní žádost byl roku 1861 rozhodnutím Svatého synodu přidělen do Japonska, aby zde sloužil jako hlava nového konzulárního kostela v Hakodate.
Zpočátku se kázání evangelia v Japonsku zdálo těžké. „Japonci té doby pohlíželi na cizince jako na šelmy a na křesťanství jako na darebnou sektu, do níž mohli patřit jen darebáci a čarodějové.“
Strávil osm let studiem země, jazyka, chování a zvyků lidí, mezi nimiž by kázal.
Roku 1868 bylo okolo otce Nikolaje okolo 20 nových věřících.
Na konci roku 1869 osobně informoval synodu v Petrohradu o své práci a 14. ledna 1870 byla v Japonsku zřízena Ruská duchovní misie pro kázání Božího slova mezi pohanskými Japonci. Otec Nikolaj byl povýšen na archimandritu a byl ustanoven vedoucím této misie.
Po dvou letech v Rusku se vrátil do Japonska a přenesl část odpovědnosti za misií v Hakodate na hieromonacha Anatolia a zahájil misijní práci v Tokiu.
V roce 1871 došlo v Hakodate k pronásledování křesťanů. Mnoho z nich bylo zatčeno (mezi nimi první japonský pravoslavný kněz Paul Sawabe). Až v roce 1873 se pronásledování poněkud zmírnilo a bylo možné svobodné kázání křesťanství.
V tomto roce zahájil archimandrita Nikolaj výstavbu kamenné budovy v Tokiu, kde sídlil kostel, škola pro padesát mužů a později církevní škola, která se v roce 1878 stala seminářem.
Roku 1874 přijel do Tokia biskup Pavel z Kamčatky, aby zde vysvětil na kněze několik japonských kandidátů navržených otcem Nikolajem.
V tokijské misii se nacházely čtyři školy: pro katechety, pro ženy, pro církevní služebníky a seminář. V Hakodate byly dvě oddělené školy pro chlapce a dívky.
Ve druhé polovině roku 1877 začala misie pravidelně vydávat časopis „Církevní zvěst“ (Церковный вестник). Do roku 1878 bylo v Japonsku již 4115 křesťanů a existovalo množství křesťanských komunit.
V prosinci roku 1878 byl archimandrita Nikolaj Svatým synodem povýšen na biskupa Japonska. Biskupské svěcení přijal 30. března 1880 v Alexandro-Něvské lávře.
Po návratu do Japonska pokračoval ve své apoštolské práci. Dokončil stavbu katedrály Zmrtvýchvstání Krista v Tokiu, přeložil bohoslužebné knihy a sestavil speciální pravoslavný teologický slovník v japonštině.
V době rusko-japonské války utrpěl biskup Nikolaj a jeho stádo velkou ránu. Za velmi asketický život v této době byl povýšen na arcibiskupa.
V roce 1911 uplynulo půl století od doby, kdy mladý hieromonach Nikolaj poprvé vstoupil na japonskou půdu. V té době mělo Japonsko 33 017 pravoslavných křesťanů ve 266 komunitách včetně 1 arcibiskupa, 1 biskupa, 35 kněží, 6 jáhnů, 14 instruktorů zpěvu a 116 katechetů.
Zemřel 16. února 1912 v Tokiu.

## Kanonizace
Dne 10. dubna 1970 jej Svatý synod Ruské pravoslavné církve svatořečil.